# Coroanaroma
Il Coroanaroma è un coro maschile fondato a Roma nel 1963 dal maestro Lamberto Pietropoli in seno alla sezione di Roma dell'Associazione Nazionale Alpini. Esegue principalmente canti degli alpini, popolari e d'autore, di montagna e non.

## Storia
Nei primi anni dalla costituzione il coro ha eseguito principalmente canzoni della tradizione alpina e di montagna, per poi allargare il repertorio in sintonia con le tendenze del maestro, dedicandosi ad un'attività di ricerca e recupero del patrimonio di musica regionale, soprattutto d'Italia: canti popolari e canti d'autore che, grazie a originali trascrizioni, sono entrati nel vivo della cultura corale italiana.
Testimoni di questa attività sono il volume Canto d'assieme (edito dal Coroanaroma nel 1985), che raccoglie cento armonizzazioni del maestro Pietropoli, nonché tre dischi LP. È questa, in sintesi, la fisionomia del Coroanaroma che, a partire dalla Capitale, ha portato in tutta Italia, in Europa (Lussemburgo, Svizzera, Ungheria), in Russia (1993), in America (1992, 2010) un'organica antologia di musica tradizionale, spesso riscoperta, talora nella prima trascrizione per coro.
Dal 1985 al 2011 il coro è stato diretto dal maestro Guido Podestà, sotto la cui guida ha mantenuto le sue peculiari caratteristiche, dedicando la sua produzione discografica (4 LP e 3 CD) ai canti degli alpini ed alle origini del canto popolare regionale italiano. Nel 2011 il maestro Eduardo Notrica ha dapprima collaborato col coro per poi assumerne la direzione dal mese di settembre. Da ottobre 2013 a dicembre 2014 il coro è stato diretto dal maestro Vincenzo Vivio. Da giugno 2015 il Coroanaroma è diretto dal maestro Osvaldo Guidotti, organista, direttore e compositore. Il maestro Guidotti è anche autore di numerose composizioni di musica sacra e profana per coro, solisti ed accompagnamento strumentale, nonché di colonne sonore e musiche di scena per esecuzioni teatrali.
Il maestro Guidotti ha al suo attivo numerose registrazioni discografiche, su CD e DVD, di musica classica e contemporanea.

## Concerti
Dall'anno della fondazione l’attività musicale del coro, che è anche attività di ricerca e di affinamento nel repertorio, spazia dai canti tradizionali degli alpini e della montagna, ai canti regionali; dalla canzone popolare italiana e straniera ai pezzi d’autore, fino al canto di ispirazione sacra, anche di autori classici (Perosi, Mozart). Fra le prime formazioni corali in Italia, specie per l’impulso del fondatore Pietropoli, il Coroanaroma ha eseguito concerti i cui programmi comprendevano, insieme ai classici canti di montagna delle regioni alpine, anche rielaborazioni di canzoni, per così dire, di città, diventate però popolari per la passione della gente. Ha riproposto musiche di stagioni indimenticabili: quella, tra fine ’800 e inizio ’900, della canzone napoletana classica e, quella dei cantautori italiani, in armonizzazioni originali e spesso nelle prime trascrizioni per coro. L’impegno nella conservazione e riproposta della musica corale di ispirazione popolare è accompagnato dalla gioia del canto e dalla volontà di trasmettere valori di amicizia e di pace fra gli uomini.
Il vasto repertorio ha permesso al coro di esibirsi in molti prestigiosi teatri italiani, quali il Politeama di Palermo, il Piccinni di Bari, il Rendano di Cosenza, il Sistina e il Teatro Olimpico di Roma, l’auditorium della RAI al Foro Italico, la Sala del Conservatorio di S. Cecilia. Numerosi concerti hanno avuto luogo in chiese e basiliche di grande importanza, come il Duomo di Monreale, il Cenacolo di Santa Croce a Firenze, la Basilica di San Marco a Venezia. Nel gennaio 1998 ha cantato nella Basilica di S. Pietro.
Il Coroanaroma si è esibito in centinaia di concerti  in tutta Italia, in Europa e negli USA, dal Politeama di Palermo al Sistina di Roma, dal Duomo di Monreale al Cenacolo di Santa Croce a Firenze, alla Basilica di San Marco a Venezia;  in Lussemburgo, negli USA nel 1992 in occasione dei 500 anni dalla scoperta dell'America e nel 2010, in Russia, in Svizzera.
Nel 2003 il Coro ha celebrato i suoi primi quarant'anni con un grande concerto all'Auditorium di Roma il 25 ottobre. Il 18 dicembre dello stesso anno ha cantato al Quirinale, nella cerimonia degli auguri natalizi rivolti dal Presidente della Repubblica alle più alte cariche dello Stato.
Tra le esibizioni con altri cori risultano degni di nota un concerto con il Coro della SAT al Teatro Olimpico di Roma nel 1985 e l'incontro corale "Insieme per cantare" con I Crodaioli di Bepi De Marzi nel marzo 2004.
A partire dalla fine degli anni ’60 il Coro ha partecipato attivamente, con proprie esibizioni, a numerose Adunate nazionali degli Alpini, dal Friuli alla Puglia, comprese le Adunate nazionali del 2001 a Genova, del 2004 a Trieste, del 2005 a Parma, 2006 ad Asiago, 2008 a Bassano del Grappa, 2009 a Latina, 2011 a Torino, 2012 a Bolzano, 2013 a Piacenza, 2014 a Pordenone, 2015 all'Aquila, 2016 ad Asti, 2017 a Treviso. Da oltre vent'anni il Coroanaroma anima un incontro estivo nelle Dolomiti, il giorno di San Lorenzo (10 agosto), al Passo delle Erbe.
Dal 1997 il Coroanaroma offre ogni anno ai cittadini di Roma, nella settimana che precede il Natale, un apprezzato e affollatissimo “Concerto di Natale” nella chiesa di Santo Spirito dei Napoletani a via Giulia, in cui gode della collaborazione ormai costante di presentatori d’eccezione. Il Coro ha partecipato a molte rassegne corali, a Roma, nel Lazio e in molte altre regioni italiane soprattutto del Centro e del Nord (Umbria, Toscana, Lombardia, Veneto; Trentino-Alto Adige, Friuli).
Va anche ricordata la partecipazione a numerose trasmissioni radiofoniche (a titolo di esempio si cita la collaborazione con Bobby Solo) e televisive su reti nazionali, sia Mediaset che RAI: con Raffaella Carrà, Pippo Baudo; con Gianni Morandi e Renzo Arbore nel novembre 2009 e ancora con Renzo Arbore nell'aprile 2016; nel 2009 e nel 2017 il Coro è stato ospite canoro di Porta a porta, la popolare trasmissione condotta da Bruno Vespa. Frequente anche la collaborazione del Coro a concerti con intenti benefici, organizzati da numerose fondazioni e associazioni.

## Discografia
- 1973 Abruzzo dai monti al mare, un LP di canti abruzzesi, spesso rari, armonizzati da Lamberto Pietropoli. Edizione RCA Italiana, PSL 10601
- 1975 I Nuovi Interpreti del Folk, un LP di canzoni d'autore, armonizzate per coro maschile da Lamberto Pietropoli. Edizione RCA Italiana, TPL1-1112
- 1980 40 Voci per 12 Canzoni d'autore, un LP di canzoni Romane e Napoletane, armonizzate da Lamberto Pietropoli. Edizione RI FI 1980
- 1990 Canto d'Assieme, 20 canti, tradizionali e degli Alpini. Edizione Coro ANA Roma 1990. LP (33 giri) e Musicassetta
- 1993 Origini, 18 canti italiani, popolari e d'autore, dalla Sicilia al Piemonte. Edizione Coro ANA Roma 1993. CD e Musicassetta
- 1997 Origini 2, 25 canti italiani, popolari e d'autore, dalla Sicilia al Trentino. Edizione Coro ANA Roma 1997. CD e Musicassetta
- 2003 Aprite le porte, 18 canti degli alpini: Edizione Coro ANA Roma, 2003. CD e Musicassetta
- 2011 Seguendo la stella, 19 canti dedicati al Natale: Edizione Coro ANA Roma, 2011. CD

Nel 2001 il coro ha collaborato con la Banda dell'Aeronautica Militare alla realizzazione di un cd, eseguendo musiche di Giuseppe Verdi.
Il Coro è anche presente con alcune sue esecuzioni in:
- I più bei cori di sempre, una raccolta di cori, classici e popolari a cura di Selezione dal Reader's Digest. Il Coro ANA Roma vi partecipa con 17 brani
- Il Canto Corale - Lazio Vol. 1, 53 brani, classici e contemporanei, eseguiti da 19 gruppi corali del Lazio. Il Coro ANA Roma vi partecipa con 3 brani

## Pubblicazioni
- 1985: Canto d'assieme, una raccolta delle armonizzazioni di Lamberto Pietropoli (edizione fuori commercio)